# Valle Hidalgo, Montemorelos
Valle Hidalgo är en ort i Mexiko.   Den ligger i kommunen Montemorelos och delstaten Nuevo León, i den centrala delen av landet, 700 km norr om huvudstaden Mexico City. Valle Hidalgo ligger 316 meter över havet och antalet invånare är 110.
Terrängen runt Valle Hidalgo är platt. Runt Valle Hidalgo är det ganska glesbefolkat, med 32 invånare per kvadratkilometer. Närmaste större samhälle är Montemorelos, 12,9 km söder om Valle Hidalgo. Trakten runt Valle Hidalgo består i huvudsak av gräsmarker.